# Фазовый фильтр
Фазовый фильтр — электронный или любой другой фильтр, пропускающий все частоты сигнала с равным усилением, однако изменяющий фазу сигнала. Происходит это при изменении задержки пропускания по частотам. Обычно такой фильтр описывается одним параметром — частотой, на которой фазовый сдвиг достигает 90°. Идеальным фазовым фильтром, который сдвигает все частотные составляющие на 90°, является фильтр Гильберта (ядро свёртки представляет собой функцию h(t) = 1/(πt)).
Обычно используются для компенсации других нежелательных фазовых искажений, возникающих в системе.

## Цифровая реализация
Ниже приведена цифровая реализация фазового фильтра с комплексным полюсом {\displaystyle z_{0}}. Передаточная функция такого фильтра:
{\displaystyle H(z)={\frac {z^{-1}-z_{0}^{*}}{1-z_{0}z^{-1}}}\ }
имеет нуль {\displaystyle 1/z_{0}^{*}}, где {\displaystyle ^{*}} означает комплексное сопряжение. Полюс и нуль передаточной функции имеют одинаковые амплитуды, но обратные фазы, то есть являются "отражениями" друг друга в комплексной плоскости.
Для реализации фазового фильтра с вещественными коэффициентами передаточной функции, фазовый фильтр можно включать в каскад с таким же фильтром, в передаточной функции которого {\displaystyle z_{0}^{*}} заменено на {\displaystyle z_{0}}:
{\displaystyle H(z)={\frac {z^{-1}-z_{0}^{*}}{1-z_{0}z^{-1}}}\times {\frac {z^{-1}-z_{0}}{1-z_{0}^{*}z^{-1}}}={\frac {z^{-2}-2\Re (z_{0})z^{-1}+\left|{z_{0}}\right|^{2}}{1-2\Re (z_{0})z^{-1}+\left|z_{0}\right|^{2}z^{-2}}},\ }
что соответствует следующему разностному уравнению
{\displaystyle y[k]-2\Re (z_{0})y[k-1]+\left|z_{0}\right|^{2}y[k-2]=x[k-2]-2\Re (z_{0})x[k-1]+\left|z_{0}\right|^{2}x[k],}
где {\displaystyle y[k]} - выход, а {\displaystyle x[k]} - вход фильтра в {\displaystyle k}-ый отсчёт времени. 
Подобные фильтры можно включать в каскад с неустойчивыми фильтрами для того, чтобы получить устойчивый или минимально фазовый фильтр не меняя амплитудную характеристику системы.